# Thrapston
Thrapston – miasto w Wielkiej Brytanii, w Anglii, w hrabstwie Northamptonshire, w dystrykcie (unitary authority) North Northamptonshire. Leży 12 km od miasta Kettering, 29,4 km od miasta Northampton i 102,6 km od Londynu. W 2001 roku miasto liczyło 4297 mieszkańców. W 2011 roku civil parish liczyła 6239 mieszkańców. Thrapston jest wspomniana w Domesday Book (1086) jako Trapestone.
W tym mieście ma swą siedzibę klub piłkarski – Thrapston Town FC.